# Filbert Street
El Filbert Street fue un estadio de fútbol ubicado en Leicester (Inglaterra), Reino Unido. Fue el campo donde jugó como local el Leicester City F.C. entre 1891 y 2002. Aunque, a principios de los años 1990, su nombre oficial fue City Business Stadium, continuaba siendo popularmente conocido como Filbert Street, la calle donde se encontraba.
En el momento de su cierre tenía una capacidad de 22.000 espectadores. Sin embargo, la mayor asistencia que registró en sus más de cien años de historia fue en un encuentro de la FA Cup el 18 de febrero de 1972 frente al Tottenham Hotspur, al que asistieron 47.298 personas.

## Historia
Su primer campo se ubicaba en Fosse Road, de allí el nombre original del club, Leicester Fosse. El equipo se trasladó al estadio Victoria Park, y posteriormente a Belgrave Road. Tras adquirir un carácter futbolístico profesional en 1889, su nuevo estadio fue el Mill Lane, justo al norte de Filbert Street. Sin embargo fue pronto desalojado de allí. 
A continuación, el todavía conocido como Leicester Fosse disputó sus partidos en un campo de críquet, hasta adquirir los terrenos donde se construyó el Filbert Street, el cual se inauguró en 1891.
Ésta sería la casa de los Zorros hasta 2002, cuando tras los éxitos de finales de los 90, fue necesaria una renovación y un a ampliación del aforo del estadio. Pese a que se consideró en un primer momento ampliar el propio Filbert Street, resultaba un proyecto demasiado ambicioso dada la proximidad de los casas aledañas y se decidió el traslado al King Power Stadium. 
- Datos: Q5448298